# آنا کریستینا سوزا
آنا کریستینا سوزا (پرتغالی: Ana Cristina de Souza؛ زادهٔ ۷ آوریل ۲۰۰۴) بازیکن والیبال اهل برزیل است.